# Die Forelle

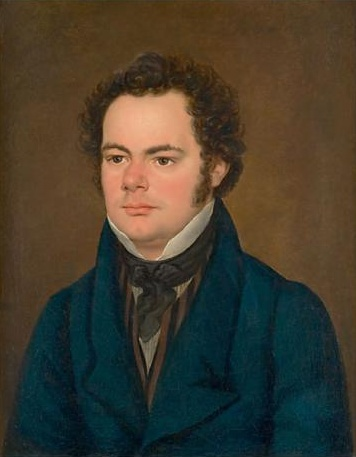
Franz Schubert, retrat de Franz Eybl (1827)

Die Forelle (en alemany, La truita) és un lied de Franz Schubert, número de catàleg Op. 32 o D. 550, compost el 1817, per a solista i piano, sobre un poema de Christian Friedrich Daniel Schubart, publicat el 1783.
El text complet del poema explica la història d'una truita de riu capturada per un pescador, però en l'estrofa final l'autor revela la veritable intenció didàctica del poema amb una moralina adreçada a les noies joves per prevenir-les de les intencions dels nois. Schubert va prescindir d'aquesta darrera estrofa, amb la qual cosa va canviar la intenció de la peça, la qual pot ser cantada per una veu masculina o femenina. Schubert va reescriure sis versions d'aquesta peça amb lleugeres variacions.
La tonalitat de la cançó és Re bemoll major. Les dues primeres estrofes tenen la mateixa estructura, però la tercera presenta algunes diferències. L'acompanyament del piano conté una figuració característica amb uns sisets ascendents.
És un dels lieder més populars de Schubert. El mateix autor va utilitzar aquesta melodia per fer un tema amb variacions en el quart moviment del Quintet La Truita D. 667.

## Textos
| Alemany In einem Bächlein helle, Da schoß in froher Eil Die launische Forelle Vorüber, wie ein Pfeil: Ich stand an dem Gestade Und sah in süsser Ruh Des muntern Fischleins Bade Im klaren Bächlein zu. Ein Fischer mit der Ruthe Wol an dem Ufer stand, Und sah’s mit kaltem Blute, Wie sich das Fischlein wand. So lang dem Wasser Helle, So dacht’ ich, nicht gebricht, So fängt er die Forelle Mit seiner Angel nicht. Doch endlich ward dem Diebe Die Zeit zu lang; er macht Das Bächlein tückisch trübe: Und eh’ ich es gedacht, So zuckte seine Ruthe; Das Fischlein zappelt dran; Und ich, mit regem Blute, Sah die Betrogne an. Part no musicada per Schubert: Ihr, die ihr noch am Quelle Der sichern Jugend weilt, Denkt doch an die Forelle; Seht ihr Gefahr, so eilt! Meist fehlt ihr nur aus Mangel Der Klugheit; Mädchen, seht Verführer mit der Angel – Sonst blutet ihr zu spät. | Català En un clar rierol es gitava amb joiosa cuita la truita capriciosa passant com una fletxa: jo estava a la riba i esguardava en una dolça calma el rabeig del peix eixerit en el clar rierol. Un pescador amb la canya estava vora de l’aigua i observava amb sang freda com es movia el peix. Mentre l’aigua resti clara jo pensava, certament, no atraparà la truita amb la seva canya de pescar. Però finalment al pillard l’espera li semblà llarga i pèrfidament féu enterbolir el rierol, i abans que me n'adonés, la seva canya oscil·lava amb el peix capturat bellugant-se; i jo bullint-me la sang vaig veure el peix enganyat. Vosaltres que resteu encara a la font de la confiada joventut, penseu doncs en la truita i si veieu el perill, fugiu! Moltes us equivoqueu per manca de prudència; noies, pareu esment al seductor amb la canya, altrament, plorareu massa tard. Traducció: Salvador Pila |

Tornar a dalt de tot